# 近鉄観光
近鉄観光株式会社（きんてつかんこう）は、日本の飲食業、旅館経営をしていた近鉄グループの会社である。本社は大阪府大阪市天王寺区上之宮町2番14号にあったが、のちに同区上本町六丁目の上本町YUFURAに移転した。

## 概要
近鉄沿線内の関西・東海地区を中心に日本料理店や中華料理店などの運営、高速道路のサービスエリア（近鉄レストラン）やゴルフ場のレストランの運営、ホテル・旅館の運営、弁当（「グリル近鉄」のブランド名。駅弁も含む）・冷凍麺他の食品製造、近鉄各駅の駅売店事業や、近鉄特急の車内販売業務を行っていた。
2002年には車内販売の終了とともに、弁当製造・販売から撤退。駅構内での売店営業も親会社の近畿日本鉄道へ譲渡した。また、2006年には一部の近鉄特急（当初は伊勢志摩ライナー、2021年現在は「しまかぜ」と青の交響曲）で車内販売を復活したが、売店営業・車内販売とも当社は関与せず、近畿日本鉄道から近鉄リテーリングに委託の形を取っている。
2010年9月1日をもって、会社分割によりレストラン事業を近鉄リテールサービスに、旅館事業と高速道路サービスエリア事業は近畿日本鉄道（現・近鉄グループホールディングス）に譲渡した。譲渡後、これら事業のうち、レストラン事業は「株式会社近鉄レストラン」、旅館事業は「株式会社近鉄旅館システムズ」に運営委託している。サービスエリアは近畿日本鉄道直営となったが、その後近鉄リテールサービス（後に近鉄リテーリングに社名変更）に譲渡している。
なお旅行業を行う近畿日本ツーリスト（旧近畿交通社）とは歴史的つながりはない。

## 沿革
- 1931年（昭和6年）3月 旭土地建物株式会社を設立する
- 1942年（昭和17年）
  - 6月 商号を関急産業株式会社（関急=関西急行電鉄・現在の近畿日本鉄道の前身の社名）に変更する
  - 10月 関急ホテルを開業する（現在の百楽本店）
- 1943年（昭和18年）8月 関急牧場（現在は食品工場）を開業する
- 1944年（昭和19年）7月 関急興業株式会社を合併し、食堂の1号店の関急食堂を開店する
- 1947年（昭和22年）5月 駅売店の1号店名張店開店
- 1951年（昭和26年）2月 近鉄特急で車内販売を開始する
- 1958年（昭和33年）4月 泉土地建物株式会社を合併する、旅館の1号館富雄の百楽荘を開業する
- 同年11月 北京料理の1号店である上六百楽を開店する
- 1961年（昭和36年）10月 参宮商事株式会社を合併する
- 1962年（昭和37年）12月 有限会社奈良電車営業所を合併
- 1963年（昭和38年）
  - 4月 近畿日本観光ホテル株式会社を合併し、商号を近鉄観光株式会社に変更する。
  - 10月 岐阜琴塚観光株式会社を合併する
- 1964年（昭和39年）
  - 4月 山城観光株式会社を合併する
  - 10月 新宮観光株式会社を合併する（新宮城で旅館「二の丸」とケーブルカーを運営）[5][6]
- 1976年（昭和51年） 新宮城の旅館「二の丸」を3月[5]に、ケーブルカーを8月[6]に和歌山観光株式会社に譲渡
- 1983年（昭和58年）10月 飲食店営業の一部（60店舗）を近鉄レストラン株式会社に譲渡する
- 1985年（昭和60年）7月 姫路レストラン・サービス株式会社を吸収合併する
- 1992年（平成4年）3月 近鉄レストランを吸収合併する。近鉄駅売店の名称を「365」とする
- 1995年（平成8年）3月 近観フードシステム株式会社を吸収合併する
- 1999年（平成11年）1月 株式会社東京近鉄食堂（銀座[7]）、広島レストラン・サービス株式会社より営業全部を譲受する
- 2001年（平成13年）1月 株式会社近鉄琴参会館（高松市）より営業全部を譲受する
- 2002年（平成14年）
  - 3月 近鉄特急の車内販売事業を終了
  - 4月 駅構内における物販事業を近畿日本鉄道に譲渡する（同社が直営するが運営は近鉄リテールサービスに委託）
- 2010年（平成22年）
  - 9月1日 会社分割によりレストラン事業を近鉄リテールサービスに、サービスエリア事業と旅館事業を近畿日本鉄道に譲渡
  - 12月 会社解散[5]

## 業態
近鉄観光時代に運営していた各事業について記載する。
- 日本料理「月日亭」
- うなぎ料理「江戸川」
- 中国料理「百楽」「銀座四川」
- 居酒屋「味楽座」
- 「グリル近鉄」（近鉄観光本社ビル内レストラン）
- 和風レストラン「櫓門」
- うどん店「うどん亭」
- 料理旅館「百楽荘」「あやめ館」「月日亭」
- ホテル「橿原観光ホテル」
- サービスエリア内レストラン[8]
  - 西名阪自動車道香芝サービスエリア（下り。同エリア上りは近畿日本鉄道が運営）
  - 阪和自動車道岸和田サービスエリア（下り）
  - 西広島バイパス佐方サービスエリア
- ゴルフ場レストラン（飛鳥カンツリー倶楽部、花吉野カンツリー倶楽部など）
- 病院内レストラン（天理よろづ相談所病院、高松市民病院など）
- 高松空港内売店
- カフェ近鉄成田店（成田国際空港第2ターミナル内）
- 大阪ドーム内売店、選手サロン[9]、プレスサロン
- 近鉄本社社員食堂

など